# Audrick Linord
Audrick Linord (La Trinité, 17 aprile 1987) è un calciatore francese, difensore del Robert.

## Caratteristiche tecniche
È un terzino destro.

## Carriera

### Club
Comincia a giocare in Martinica, al Robert. Nel 2006 si trasferisce in Francia, al Changè. Nel 2009 passa al Tours 2. Nel 2010 si trasferisce al Romorantin. Nel 2014 viene acquistato dal Villefranche.

### Nazionale
Ha debuttato in Nazionale nel 2004. Ha partecipato alla CONCACAF Gold Cup 2007 e alla CONCACAF Gold Cup 2013. Ha collezionato in totale, con la maglia della Nazionale, 12 presenze.